# Dwars door België 1961
De 17e editie van Dwars door België werd verreden op zaterdag 29 en zondag 30 april 1961. Het eindklassement werd op punten opgemaakt.

## 1e etappe

### Wedstrijdverloop
De start van de 1e etappe lag in Waregem en de finish in Ciney. De afstand bedroeg 215 km. Er gingen 79 renners van start in Waregem. Een regenachtige etappe zou het worden. Op de Kwaremont plaatste Blavier een aanval, maar 3 renners haakten aan en lieten hem al snel achter. De 3 werden na 150 km koers weer bijgehaald, door het slechte weer was het een echte afvalkoers. Op de Côte de Falisolles wisten Clement en Van Der Veken een beslissende demarrage te plaatsen. Vanuit de achtergrond kwam Borra nog opzetten, en met 3 renners ging het richting finish. Borra was de snelste in de sprint en hij won deze etappe. 

### Hellingen
Voor zover bekend moesten de volgende hellingen in de 1e etappe beklommen worden:

### Uitslag
| Plaats  | Naam               | Ploeg | Tijd     |
| ------- | ------------------ | ----- | -------- |
| Winnaar | Gabriël Borra      |       | 5u46'00" |
| 2       | Roman Clement      |       | op 1"    |
| 3       | René van der Veken |       | op 3"    |

## 2e etappe

### Wedstrijdverloop
De 2e etappe ging een dag later van Ciney terug naar Waregem, de afstand bedroeg 217 km. Er gingen 60 renners van start in Ciney. Veel regen en volop wind tegen. Er waren tal van ontsnappingen, maar steeds hergroepeerde alles. In Merchtem viel na 120 km koers de beslissing, Van Vaerenbergh plaatste een aanval en 11 renners wisten mee te komen in de ontsnapping. Op 7 km van de finish in de lokale ronde demarreerde Meuleman en hij won deze etappe en tevens deze editie van Dwars door België. 

### Uitslag
| Plaats  | Naam                    | Ploeg | Tijd     |
| ------- | ----------------------- | ----- | -------- |
| Winnaar | Maurice Meuleman        |       | 5u41'00" |
| 2       | Gustaaf Van Vaerenbergh |       | op 45"   |
| 3       | Willy Truye             |       | z.t.     |

## Eindklassement
| Plaats  | Naam                   | Ploeg | Punten |
| ------- | ---------------------- | ----- | ------ |
| Winnaar | Maurice Meuleman       |       | 11     |
| 2       | Romain Van Wijnsberghe |       | 17     |
| 3       | Leon Van Daele         |       | 17     |
| 4       | Albert Daenekindt      |       | 19     |
| 5       | Jos Bosmans            |       | 20     |
| 6       | Jan Zagers             |       | 21     |
| 7       | Jan Van Gompel         |       | 23     |
| 8       | Roger Vindevogel       |       | 26     |
| 9       | Kamiel Lamote          |       | 27     |
| 10      | André Noyelle          |       | 30     |

1945 · 1946 · 1947 · 1948 · 1949 · 1950 · 1951 · 1952 · 1953 · 1954 · 1955 · 1956 · 1957 · 1958 · 1959 · 1960 · 1961 · 1962 · 1963 · 1964 · 1965 · 1966 · 1967 · 1968 · 1969 · 1970 · 1971 · 1972 · 1973 · 1974 · 1975 · 1976 · 1977 · 1978 · 1979 · 1980 · 1981 · 1982 · 1983 · 1984 · 1985 · 1986 · 1987 · 1988 · 1989 · 1990 · 1991 · 1992 · 1993 · 1994 · 1995 · 1996 · 1997 · 1998 · 1999 · 2000 · 2001 · 2002 · 2003 · 2004 · 2005 · 2006 · 2007 · 2008 · 2009 · 2010 · 2011 · 2012 · 2013 · 2014 · 2015 · 2016 · 2017 · 2018 · 2019 · 2020 · 2021 · 2022 · 2023 · 2024

Lijst van beklimmingen